# Claude Giroux
Claude Giroux (* 12. Januar 1988 in Hearst, Ontario) ist ein kanadischer Eishockeyspieler, der seit Juli 2022 bei den Ottawa Senators in der National Hockey League (NHL) unter Vertrag steht. Zuvor war der Center von 2009 bis 2022 für die Philadelphia Flyers aktiv, die er seit 2013 auch als Mannschaftskapitän anführte. Mit der kanadischen Nationalmannschaft gewann er die Goldmedaille bei der Weltmeisterschaft 2015 sowie beim World Cup of Hockey 2016.

## Karriere

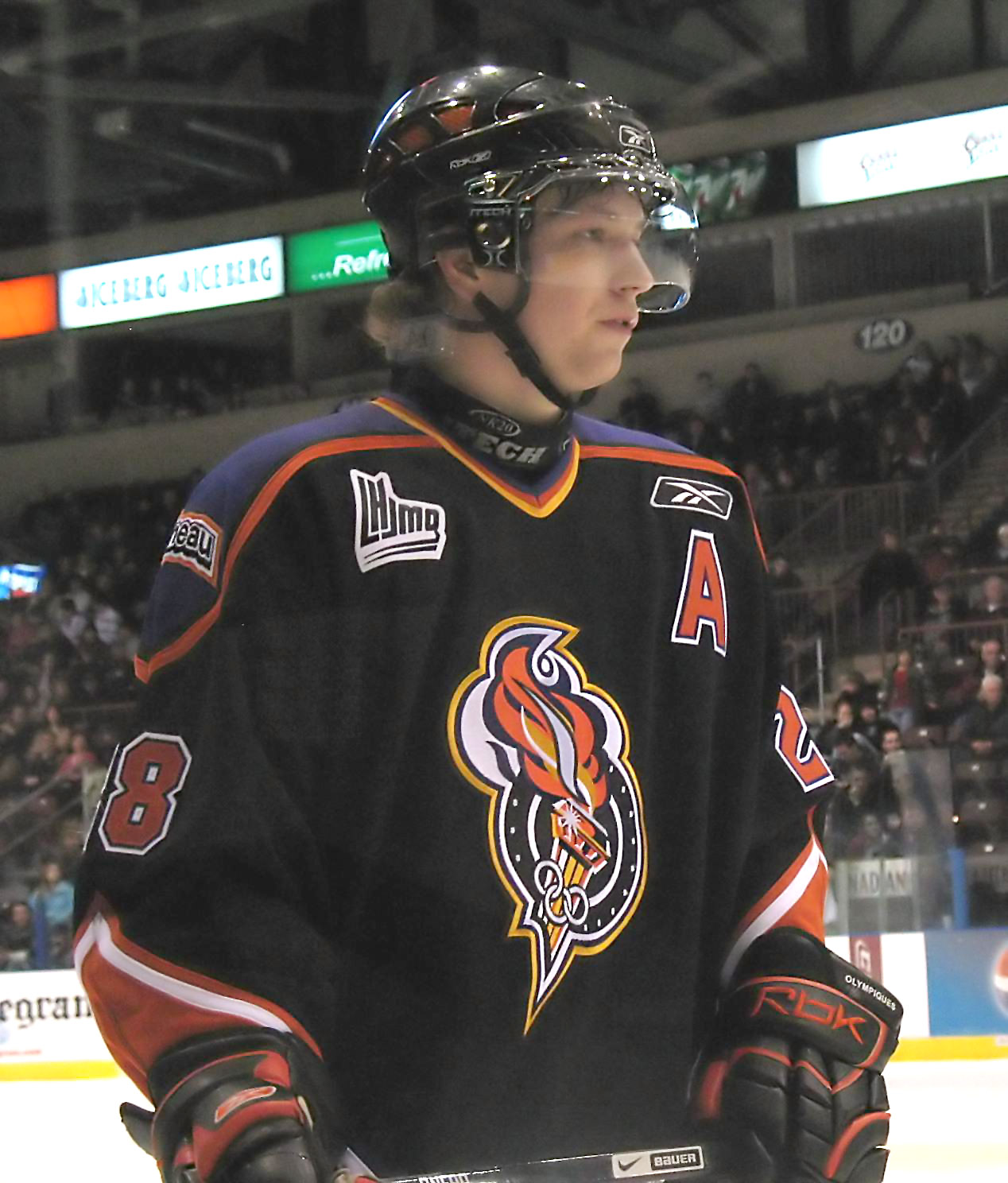
Claude Giroux im Trikot der Olympiques de Gatineau (2008).

### Junioren (2004–2008)
Claude Giroux begann seine Karriere 2004 in der kanadischen Nachwuchsliga CJHL bei den Cumberland Grads, wo er in 48 Spielen 40 Punkte erzielte. Im Sommer 2005 wechselte er in die hochklassige kanadische Juniorenliga Ligue de hockey junior majeur du Québec zu den Olympiques de Gatineau. Giroux hatte dort ein sehr gutes Auftaktjahr mit 39 Toren und 64 Assists in 69 Spielen, zog mit den Olympiques ins Halbfinale der Playoffs ein und wurde ins All-Rookie Team der Liga gewählt.
Auf Grund seiner guten Leistungen wurde er im NHL Entry Draft 2006 von den Philadelphia Flyers in der ersten Runde an Position 22 ausgewählt. Kurioserweise hatte Philadelphias damaliger General Manager Bobby Clarke Girouxs Namen vergessen, als er die Erstrunden-Wahl der Flyers bekannt gab. Giroux spielte noch ein weiteres Jahr in der LHJMQ und war der erste Spieler in der Liga, der die 50 Punkte-Marke während der Saison 2006/07 erreichte, wofür er nur 22 Spiele benötigte. Er konnte sich jedoch nicht an der Spitze der Punktbesten halten und war am Ende viertbester Scorer der Liga mit 112 Punkten in 63 Spielen.

### NHL (seit 2007)
Nachdem er mit den Olympiques in der ersten Runde der Playoffs gescheitert war, wechselte er zu den Philadelphia Phantoms, dem Farmteam der Philadelphia Flyers, in die AHL, wo er sein Debüt bei den Profis gab und in fünf Spielen ein Tor erzielte und eins vorbereitete. Ende Juli 2007 erhielt er bei den Philadelphia Flyers schließlich einen Einstiegsvertrag. Im August und September 2007 trat er mit einer kanadischen U20-Auswahl in der acht Spiele umfassenden Super Series gegen Russland an. Giroux war mit drei Treffern und fünf Assists einer der besten Scorer der Serie, die Kanada mit 7:0 bei einem Unentschieden gewann.
Im September 2007 nahm er am Trainingscamp der Philadelphia Flyers teil um sich für einen Platz im NHL-Kader zu empfehlen, wurde am Ende aber zurück in die LHJMQ zu seinem Juniorenteam in Gatineau geschickt. Dort spielte er zunächst die erste Saisonhälfte und nahm zum Jahreswechsel mit der kanadischen Juniorenauswahl an der U20-Junioren-Weltmeisterschaft 2008 teil, wo das Team die Goldmedaille errang. Mitte Februar kam er schließlich zu seinem Debüt in der NHL, als ihn die Flyers aufgrund von Verletzungsproblemen für zwei Spiele in ihren Kader beriefen. Daraufhin kehrte er wieder nach Gatineau zurück und obwohl er 15 Ligaspiele verpasst hatte, wurde er trotzdem mit 106 Punkten in 55 Spielen zweitbester Scorer der Liga. In den Playoffs war Giroux der klar dominierende Spieler in der LHJMQ. In 19 Spielen traf er 17 Mal und bereitete 34 Treffer vor, womit er auf 51 Punkte kam und die Scorerwertung mit 19 Zählern Vorsprung anführte. Die Olympiques gewannen schließlich den Coupe du Président als Playoff-Sieger sowie Giroux die Trophée Guy Lafleur als wertvollster Spieler der Playoffs und nahmen an der Memorial-Cup-Finalrunde teil, wo sie jedoch vorzeitig scheiterten.
Nachdem sich Giroux während der Saisonvorbereitung im Vorfeld der Spielzeit 2008/09 zunächst nicht für den NHL-Kader der Flyers empfehlen konnte, wurde er zunächst zum Farmteam Philadelphia Phantoms in die American Hockey League versetzt. Dort konnte er auf Anhieb überzeugen und wurde im Dezember 2008 mit acht Toren sowie sechs Vorlagen aus acht Spielen zum Spieler des Monats in der AHL gewählt. Infolgedessen beriefen ihn die Flyers in das NHL-Aufgebot und erzielte im Januar 2009 bei der 2:3-Niederlage gegen die Florida Panthers sein erstes Tor in der höchsten Spielklasse Nordamerikas. Der Kanadier beendete die Saison mit insgesamt 29 Scorerpunkten aus 42 Partien. Im folgenden Jahr spielte er an der Seite von James van Riemsdyk innerhalb einer Angriffsformation und konnte trotz der mäßigen Saisonleistungen der Mannschaft insgesamt 47 Scorerpunkte aus 82 Spielen erzielen. In der letzten Hauptrundenpartie sorgte Giroux spielentscheidender Treffer im Shootout gegen die New York Rangers für den Einzug der Flyers in die Playoffs. Dort hatte der Angreifer mit 10 Toren und 11 Vorlagen einen maßgeblichen Anteil am Einzug seiner Mannschaft in das Stanley-Cup-Finale, wo man jedoch in sechs Spielen den Chicago Blackhawks unterlag.

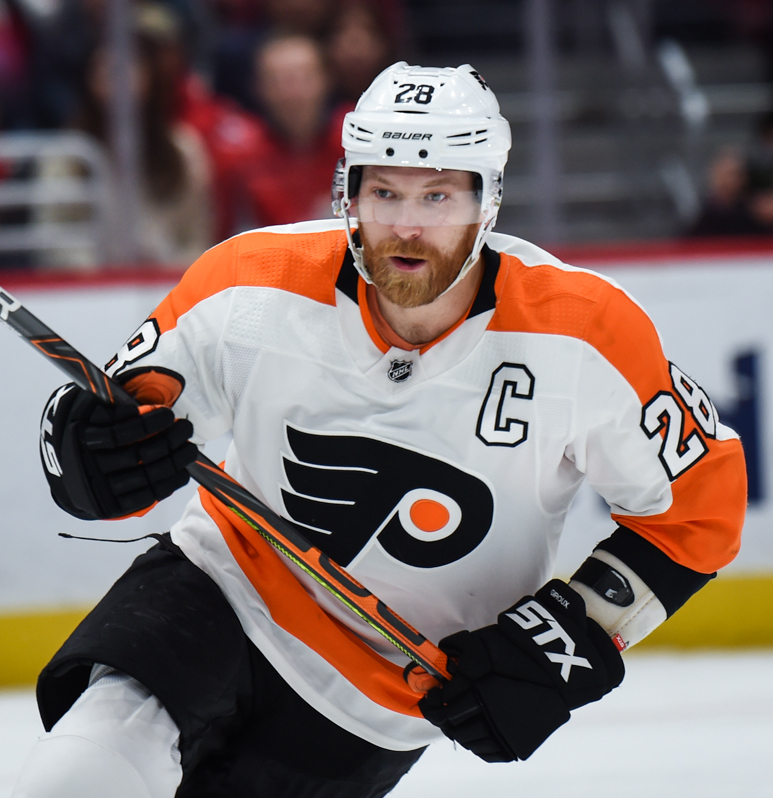
Giroux als Kapitän der Philadelphia Flyers (2020).

Im November 2010 verlängerte Giroux seinen Vertrag in Philadelphia um drei Jahre bei einem kolportierten Gesamtgehalt von 11,25 Millionen US-Dollar. In der Saison 2010/11 konnte er sich endgültig als Topspieler bei den Flyers etablieren und nahm im Januar 2011 am NHL All-Star Game teil. Der Rechtsschütze beendete die Hauptrunde mit 25 Treffern sowie 51 Assists, wobei er im März 2011 gegen die New York Islanders die 200. NHL-Partie seiner Karriere bestritt. Nachdem die Flyers in der Sommerpause 2011 die langjährigen Stammspieler Jeff Carter und Mike Richards den Klub verließen, übernahm Giroux zur Saison 2011/12 noch mehr Verantwortung und bildete gemeinsam mit Scott Hartnell sowie Jaromír Jágr die erste Angriffsreihe der Mannschaft. Über weite Teile der Spielzeit führte der Kanadier die Scorerwertung als offensivstärkster Akteur der Liga an und spielte mit 93 Scorerpunkten die bisher punktbeste Saison seiner Karriere, musste sich am Ende jedoch Jewgeni Malkin für die Hart Memorial Trophy geschlagen geben. Im April 2012 erzielte Giroux im zweiten Spiel der ersten Playoff-Runde gegen die Pittsburgh Penguins den ersten Hattrick seiner NHL-Laufbahn. Im weiteren Verlauf der post-season gelangen ihm acht Tore sowie neun Vorlagen, schied jedoch mit seiner Mannschaft in der zweiten Runde gegen die New Jersey Devils aus. Anschließend unterzog sich der Mittelstürmer einer Operation an beiden Handgelenken, wobei er angab, dass Gegenspieler Sidney Crosby ihm während der ersten Play-off-Runde mehrmals mit dem Schläger auf die Handgelenke geschlagen hätte. Im Juni 2012 gab EA Sports bekannt, dass Giroux auf dem Cover von NHL 13 erscheinen wird.
Am 4. Oktober 2012 unterschrieb Claude Giroux auf Grund des Lockouts der NHL-Saison 2012/13 einen Vertrag bei den Eisbären Berlin aus der Deutschen Eishockey Liga. Nach neun Spielen für die Eisbären kehrte er aufgrund einer erlittenen Schulter- und Nackenverletzung nach Nordamerika zurück, bevor er nach Beendigung des Spielerstreikes in den NHL-Kader der Flyers zurückkehrte und im Januar 2013 als Nachfolger des langzeitverletzten Chris Pronger zum neuen Mannschaftskapitän ernannt. Nachdem der Kanadier zunächst mit mäßigen Auftritten zu kämpfen hatte, konnte er ab Februar 2013 an der Seite von Jakub Voráček erneut an frühere Offensivleistungen anknüpfen und beendete die verkürzte Hauptrunde mit 48 Scorerpunkten aus 48 Partien. Im Juli 2013 verlängerte er seinen Vertrag abermals um acht Jahre bei einem kolportierten Gesamtgehalt von 66,2 Millionen US-Dollar.
Die erste Hälfte der Saison 2013/14 konnte Giroux ebenso wie die gesamte Mannschaft kaum überzeugen, sodass der Angreifer keine Nominierung für das Aufgebot der kanadischen Eishockeynationalmannschaft bei den Olympischen Winterspielen 2014 erhielt. Im weiteren Verlauf der Spielzeit gelang es ihm seine Offensivleistungen zu steigern und die Saison als viertbester Scorer der Liga zu beenden. Bei der Weltmeisterschaft 2015 gewann er mit der Nationalmannschaft die Goldmedaille, ebenso wie im Jahr darauf beim World Cup of Hockey 2016.
In der Saison 2017/18 erreichte Giroux erstmals die Marke von 100 Scorerpunkten, so verzeichnete er 102 Punkte in 82 Spielen und platzierte sich damit hinter Connor McDavid auf Rang zwei der Scorerliste. Zudem führte er die gesamte Liga mit 68 Torvorlagen an (gemeinsam mit Blake Wheeler) und wurde am Ende der Spielzeit ins NHL Second All-Star Team gewählt. Im März 2022 bestritt der Kanadier sein 1000. Spiel der regulären Saison in der NHL, wobei er nach Bobby Clarke zum zweiten Spieler wurde, dem dies ausschließlich im Trikot der Flyers gelang. Zugleich wurde dieser Meilenstein bereits für eine inoffizielle Verabschiedung genutzt, da sich ein Wechsel kurz vor der nahenden Trade Deadline bereits abgezeichnet hatte. Wenige Tage später wurde er an die Florida Panthers abgegeben, sodass er Philadelphia als zweitbester Scorer der Franchise-Geschichte (900; ebenfalls hinter Clarke) sowie als dienstältester Kapitän der Flyers verließ. Mit ihm wechselten Connor Bunnaman, German Rubzow sowie ein Fünftrunden-Wahlrecht im NHL Entry Draft 2024 zu den Panthers, während die Flyers zudem weiterhin die Hälfte von Giroux’ Gehalt übernahmen. Im Gegenzug schickten die Panthers Owen Tippett, ein Erstrunden-Wahlrecht im Draft 2024 sowie ein Drittrunden-Wahlrecht im NHL Entry Draft 2023 nach Philadelphia.
Bei den Panthers beendete er die Saison 2021/22, erhielt jedoch keinen weiterführenden Vertrag, sodass er als Free Agent zu den Ottawa Senators wechselte. Dort unterzeichnete er einen Dreijahresvertrag mit einem durchschnittlichen Jahresgehalt von 6,5 Millionen US-Dollar. Im April 2023 verzeichnete er seinen 1000. Scorerpunkt in der NHL.

## Erfolge und Auszeichnungen
| - 2006 Teilnahme am CHL Top Prospects Game - 2006 LHJMQ All-Rookie Team - 2006 CHL All-Rookie Team - 2008 LHJMQ First All-Star Team - 2008 CHL First All-Star Team - 2008 Trophée Guy Lafleur - 2008 Coupe-du-Président-Gewinn mit den Olympiques de Gatineau - 2011 Teilnahme am NHL All-Star Game | - 2012 Teilnahme am NHL All-Star Game - 2015 Teilnahme am NHL All-Star Game - 2016 Teilnahme am NHL All-Star Game - 2018 Teilnahme am NHL All-Star Game - 2018 NHL Second All-Star Team - 2019 Teilnahme am NHL All-Star Game - 2022 Teilnahme am NHL All-Star Game und Auszeichnung als MVP |

### International
- 2008 Goldmedaille bei der U20-Junioren-Weltmeisterschaft
- 2015 Goldmedaille bei der Weltmeisterschaft
- 2016 Goldmedaille beim World Cup of Hockey
- 2017 Silbermedaille bei der Weltmeisterschaft

## Karrierestatistik
Stand: Ende der Saison 2024/25

### International
Vertrat Kanada bei:
| - Super Series 2007 - U20-Junioren-Weltmeisterschaft 2008 - Weltmeisterschaft 2013 | - Weltmeisterschaft 2015 - World Cup of Hockey 2016 - Weltmeisterschaft 2017 |

(Legende zur Spielerstatistik: Sp oder GP = absolvierte Spiele; T oder G = erzielte Tore; V oder A = erzielte Assists; Pkt oder Pts = erzielte Scorerpunkte; SM oder PIM = erhaltene Strafminuten; +/− = Plus/Minus-Bilanz; PP = erzielte Überzahltore; SH = erzielte Unterzahltore; GW = erzielte Siegtore; 1 Play-downs/Relegation; Kursiv: Statistik nicht vollständig)